# دره تصمیم
دره تصمیم (انگلیسی: The Valley of Decision) فیلمی به کارگردانی تی گارنت است که در سال ۱۹۴۵ منتشر شد.

## بازیگران
- گریر گارسون
- گریگوری پک
- دونالد کریسپ
- لیونل باریمور
- پرستون فاستر
- مارشا هانت
- گلادیس کوپر
- جسیکا تندی
- مارشال تامپسون
- دین استاکول
- آرتور شیلدز
- باربارا اورست
- جان واربرتون